# Pododimeria andina
Pododimeria andina är en svampart som beskrevs av Butin 1975. Pododimeria andina ingår i släktet Pododimeria och familjen Pseudoperisporiaceae.   Inga underarter finns listade i Catalogue of Life.